# 埃伦·罗斯福

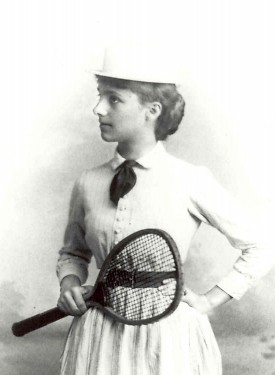
埃伦·罗斯福

埃伦·克罗斯比·罗斯福（英語：Ellen Crosby Roosevelt，1868年8月20日—1954年9月26日），生於纽约州罗森代尔，美国网球运动员，曾获得1890年美国国家网球锦标赛女子单打和双打冠军、1893年美国国家网球锦标赛混双冠军，1975年入选国际网球名人堂。纽约州海德帕克
埃伦是美国总统富兰克林·D·罗斯福的堂姐。

## 外部連結
- Ellen Roosevelt | International Tennis Hall of Fame